# Dipartimento di Mayo-Dallah
Il dipartimento di Mayo-Dallah è un dipartimento del Ciad facente parte della provincia di Mayo-Kebbi Ovest. Il capoluogo è Pala.

## Comuni
Il dipartimento comprende i seguenti comuni:
- Lamé
- Pala
- Torrock